# 梁興昌
梁興昌（1979年7月5日—）為台灣男性配音員。

## 人物介紹
- 舅舅周學禮亦從事配音行業。

## 配音作品
- 主要角色名稱以粗體顯示。
- 以下皆為國語配音。

### 台灣動畫
| 播映年份 | 作品名稱         | 配演角色 | 首播平台 | 備註 |
| -------- | ---------------- | -------- | -------- | ---- |
| 2011     | 山豬 飛鼠 撒可努 |          | 公視     |      |

### 台灣動畫電影
| 播映年份 | 作品名稱             | 配演角色 | 備註 |
| -------- | -------------------- | -------- | ---- |
| 2018     | 阿卡的冒險：光子秘密 | 黃博士   |      |
| 2019     | 重甲機神：神降臨     | 侯鳳起   |      |

### 台灣遊戲
| 年份 | 遊戲名稱                | 配演角色                               | 備註   |
| ---- | ----------------------- | -------------------------------------- | ------ |
| 2002 | 大富翁6                 | 宮本寶藏                               |        |
| 2007 | 明星志願3 甜蜜樂章      | 紀翔                                   |        |
| 2007 | 軒轅劍外傳 漢之雲       | 諸葛亮 張郃 曹植 曹叡（紫衣尊者） 孫峻 |        |
| 2010 | 軒轅劍外傳 雲之遙       | 諸葛亮                                 |        |
| 2011 | 仙劍奇俠傳五            | 血手 酒肉童                            | 台灣版 |
| 2013 | 軒轅劍陸 鳳凌長空千載雲 | 古蜀戰甲師                             |        |
| 2015 | 星界神話                | 男 4（冷酷男聲） 卡特西 槍星·菲尼克斯  | [ 3 ]  |

### 中國大陸動畫
- 《電擊小子》：小光父、路比
- 《巴啦啦小魔仙之奇蹟舞步》：天狼
- 《巴啦啦小魔仙之彩虹心石》：土靈

### 中國大陸戲劇
- 《課間好時光》：張傑、朱子豪

### 日本動畫
| 播映年份 | 作品名稱                    | 配演角色 | 首播平台   | 備註                                                                                  |
| -------- | --------------------------- | --- | ---------- | ------------------------------------------------------------------------------------- |
| 年份不明 | 星之卡比                    | 帝帝帝大王 | 迪士尼頻道 |                                                                                       |
| 2000     | 神奇寶貝                    | 小剛 大木博士（ep.112-208） 小建 小三郎 阪木（《超夢重現 風雲再起！》） 辰己 | 中視       | ep.105-260、《超夢重現 風雲再起！》、《皮卡丘的歡樂聖誕99》、《皮卡丘的歡樂聖誕2000》 |
| 2002     | 通靈王                      | 麻倉幹久 馬孫 蜥蜴郎 李白龍 碰吉 | 中視       |                                                                                       |
| 2003     | 小公主優希                  | 艾朗克王子 | 卡通頻道   |                                                                                       |
| 2003     | 花田少年史                  | 花田大路郎 清司 俵崎春彥 合田權八 貴人的父親 | 八大綜合台 | 國語版                                                                                |
| 2004     | 頭文字D                     | 藤原文太 武內樹 庄司慎吾 | 東森電影台 | 第三季，含番外篇                                                                      |
| 2004     | 烏龍派出所                  | 大原大次郎 日暮熟睡男 繪崎可樂助 爆龍鬼虎 白鳥麗次 聖羅美茄子 菊池與太郎 佐藤正夫 戶田豚平（含童年時期） 中川龍一郎 電極史派克 本田門樹 川崎瀨刃 擬寶珠夜婁紫喰（前期） 擬寶珠憂鬱 龍千士冰 羽生土地郎 法條正義（中期） 凱佩爾上校（SP1-4） 炎之介／開發005號 高松導演（高松信司） | 衛視中文台 |                                                                                       |
| 2005     | 遊戲王GX                    | 萬丈目準 | 華視       |                                                                                       |
| 2005     | 機動戰士GUNDAM SEED DESTINY | 吉伯特·杜蘭朵 安德列·渥特菲德 尤蘭·肯特 史汀格·歐格雷 海涅·威斯坦弗斯 尤納·洛馬·聖蘭 | 中視       |                                                                                       |
| 2009     | 妖逆門                      | 佞奴 川口幹春（米克） 無我 | 卡通頻道   |                                                                                       |
| 2010     | 風之聖痕                    | 神凪嚴馬 大神武哉 伯恩哈特·羅迪斯 | Animax     |                                                                                       |
| 2010     | 旋風管家Ⅱ                   | 克勞斯 冴木冰室 黎·雷吉歐史達 瀨川虎鐵 咲夜的父親 | Animax     |                                                                                       |
| 2011     | 惡魔奶爸                    | 大魔王 姬川龍也 男鹿父 夏目慎太郎 三木久也 早乙女禪十郎 古拉菲爾 | Animax     |                                                                                       |
| 2012     | 青之驅魔師                  | 藤本獅郎 志摩廉造 三輪子貓丸 | 東森電影台 |                                                                                       |
| 2012     | 深淵傳奇                    | 范·格蘭茲 拉魯古 迪思特 | Animax     |                                                                                       |
| 2012     | 學園救援團                  | 藤崎佑助（前期） 桐島亮輔 笛吹和義（後期） | Animax     | 2012-2013                                                                             |
| 2013     | 武裝鍊金                    | 防人衛（BRAVO隊長） 岡倉英之 早坂秋水 坂口照星 戰部嚴至 蝶野爆爵 巳田 鷲尾 | Animax     | Animax版本                                                                            |
| 2013     | 鄰座的怪同學                | 山口賢二 三澤滿善 | Animax     |                                                                                       |
| 2013     | 加速世界                    | Ash Roller 荒谷 Yellow Radio Sulfur Pot 石尾 | Animax     |                                                                                       |
| 2014     | Little Busters!（校園剋星） | 宮澤謙吾 神北小次郎 | Animax     |                                                                                       |
| 2014     | 流浪神差                    | 天神／菅原道真 大黑 兆麻 贏蚌 秋巴 橋本 浦澤 | 八大娛樂台 |                                                                                       |
| 2014     | 金田一少年之事件簿          | 三矢鐵男 玲香的經紀人 藏澤光 本多影行 正野 赤澤次郎 楊小龍 楊王 石達民 李波兒 | Animax     | 與衛視中文台、台視、民視版本不同                                                      |
| 2015     | 紙箱戰機WARS                | 法條村久 猿田學 | Animax     |                                                                                       |
| 2016     | 食戟之靈                    | 幸平城一郎 勇·阿爾迪尼 黑木場遼 叡山枝津也 青木大吾 薙切仙左衛門 堂島銀 關守平 豪田林清志 小西寬一 惠的祖父 巧的父親 扁豆的耕助 喜多修治 男學生 A組審查員 | 衛視電影台 |                                                                                       |
| 2016     | 蒼穹之戰神Exodus            | 近藤劍司 伊安·坎普 納雷因·懷茲曼·博斯 強納森·光弘·巴特藍 達斯汀·莫甘 堂馬量平 御門昌和 | Animax     |                                                                                       |
| 2016     | 偽戀                        | 一條一征 佐佐木龍之介 克勞德 | Animax     |                                                                                       |
| 2016     | 在下坂本，有何貴幹？        | 前田淳嗣 久保田吉伸 8823學長 | Animax     |                                                                                       |
| 2016     | 青年黑傑克                  | 旁白兼黑傑克 百樹丸雄 立入燈郎 史密斯 鮑伯 里森伯格教授 | Animax     |                                                                                       |
| 2016     | 我的英雄學院                | 爆豪勝己 常闇踏陰 青山優雅 根津校長 死柄木弔 | Animax     | 與民視版本不同（2016-2017共二季）                                                     |
| 2016     | 路人超能100                 | 旁白 影山律 櫻威 | Animax     |                                                                                       |
| 2016     | 逆轉裁判                    | 亞內武文 | 華視       |                                                                                       |
| 2016     | 俺物語!!                    | 剛田猛男 | Animax     |                                                                                       |

- 《銀牙傳說WEED》：GB、赤目、傑洛姆、佐助、黑虎、班恩、福克、希洛、多米、慘豬
- 《布布恰恰》：恰恰、旁白※MOMO親子台版本
- 《飛行船的冒險》：威廉（哈利）、修茲、桑貝朗
- 《麻煩巧克力（日语）》：多里夫、村方
- 《蜂蜜幸運草》：森田忍
- 《廢棄公主》：弗雷、貝達修達爾將軍、貝爾肯斯、夏濃·卡蘇魯、葛涅斯特霍克、戴尼斯
- 《鋼彈X》：布拉德曼、維茲、藍斯洛
- 《死亡筆記本》：雷姆、火口卿介、亞伯、出目川仁、北村是良
- 《成惠的世界》：丸尾正樹、鈴木
- 《東京地底奇兵》：五十鈴銀之助、白龍、華泰
- 《天使心》：
- 《美鳥伴身邊》：宮原修
- 《青澀花園》：邊見武彥
- 《洛克人EXE Stream》：布魯斯、威利博士、偵查人、光博士、火野健一、玉尺六燃次、磁鐵人、戰斧人
- 《戀愛占卜師》：常盤崇、神崎餃子、神崎炒
- 《遙遠時空～八葉抄～》：橘友雅
- 《全力兔》：總長
- 《華麗的挑戰》：敦賀蓮、椹武憲
- 《閃電十一人》：壁山塀吾郎、土門飛鳥、綱海條介、基山浩人、火來伸藏、響木正剛、影山零治、迪薩姆
- 《奇蹟少女KOBATO.》：五百阿藏、黑鋼
- 《元氣媽媽》：鴨原穰
- 《妖怪少爺》：牛鬼、黑田坊、清繼、鴆、良太貓、花開院龍二、花開院是光、赤河童、雨造、奴良鯉伴、鏖地藏、土蜘蛛、鴆
- 《信蜂》：可納·庫魯夫
- 《王牌投手 振臂高揮》：花井梓、志賀剛司、榛名元希、佐倉大地※華視版本
- 《七龍珠改》：達爾、比克、特南克斯（未來）、亞姆、神※ep.54-98，接替馬伯強
- 《紙箱戰機》：北島小太郎、八神英二、財前宗助、神谷浩介
- 《薄櫻鬼》：沖田總司、永倉新八、雪村綱道
- 《城市獵人》：
- 《蒼天之拳》：金克榮
- 《戰國BASARA》：伊達政宗、明智光秀、淺井長政
- 《宇宙兄弟》：南波六太、巴迪大猩猩
- 《王者天下》：李信、尚鹿、宮元
- 《新哆啦A夢》：剛田武、野比大助※第105集起
- 《打工吧！魔王大人》：蘆屋四郎、奧爾巴·梅亞、中山、渡邊
- 《狗與剪刀必有用》：本田文夫、犬飼潔、佛阪大門
- 《閃電十一人GO 銀河》：劍城京介
- 《妖怪手錶》：
- 《飆速宅男》：金城真護 、御堂筯翔
- 《Battle Spirits 霸王》：旁白、巽田次郎、芹澤勇志、大泉堅、安東尼·史塔克、柴門啟介

2017年
- 《Re:從零開始的異世界生活》：克羅姆威爾、阿珍、貝特魯吉烏斯.羅曼尼康帝
- 《甲鐵城的卡巴內里》：逞生、吉備土、鈴木、瓜生、榎久
- 《WWW.WORKING!!》：榊研一郎、足立正廣、東田耕作
- 《少女編號》：難波社長、十和田、松岡重三
- 《吸血鬼僕人》：有棲院御國、貝爾奇亞、車守盾一郎
- 《JOJO的奇妙冒險 不滅鑽石》：空条承太郎
- 《JOJO的奇妙冒險》：
- 《JOJO的奇妙冒險 星塵遠征軍》：空條承太郎、DIO／迪奧·布蘭度、旁白（後期，ep.29～48）
- 《黑白來看守所》：雙六一、奇伊（第一季）、八戒豬里、悟空猿鬼、御十義翁

2018年
- 《我的英雄學院》：飯田天哉、根津校長、肥膠／豐滿太志郎※網飛暨民視版本（2016-2019共三季）

2019年
- 《JOJO的奇妙冒險 黃金之風》：空條承太郎

2020年
- 《地球防衛隊》：猛獸先鋒鷹王

2021年
- 《咒術迴戰》：七海建人、熊貓、伊地知潔高、漏瑚、樂巖寺嘉伸、井口學長、金田太一、藤沼弟弟、澤村先生、其他閒角
- 《約定的夢幻島》：彼得·拉特利、文森特、希斯洛、維魯克、伊威爾克（S1）、鬼部下、鬼追兵、人類追兵、鬼村民、Λ7214研究員
- 《幽遊白書》：桑原和真、旁白／喬琪早乙女、仙水忍、暗黑鏡、珍寶、青龍、牙王、弩洲濃、M-5號、凍矢、黑桃太郎、狼男、武威、「遊戲霸王」語音、靈界特防隊B、北神、妖駄、飛影的養父、襲擊黃泉的妖怪、周※八大綜合台版本
- 《轉生成蜘蛛又怎樣》：由古·邦恩·連克山杜／夏目健吾、梅拉佐菲、巴魯多·菲沙洛、波提瑪斯·帕菲納斯、相川戀、學園長

2022年
- 《現實主義勇者的王國重建記》：馬基維利
- 《射擊覺醒！激鬥瓶蓋人DX》：宇佐美晴明

2024年
- 《BLEACH 千年血戰篇》：兵主部一兵衛

### 歐美動畫
- 《加菲貓》（3D版）：老姜
- 《小王子》：蛇 （※東森幼幼台版本）
- 《辛普森家庭》：BY2姊妹、李眼摺博士、小丑希斯‧萊傑、盲阿（※台灣FOX版本）
- 《終極蜘蛛俠》：鷹眼
- 《復仇者聯盟：正義出擊》：鷹眼
- 《七寶》：氣寶、羞羞
- 《忍者神龟 (2012年電視動畫)》：拉斐爾
- 《樂高悟空小俠》：朱大廚

### 特攝片
| 播映年份 | 作品名稱                                                   | 配演角色                                                            | 角色演員                                                                     | 首播平台   | 備註     |
| -------- | ---------------------------------------------------------- | ------------------------------------------------------------------- | ---------------------------------------------------------------------------- | ---------- | -------- |
| 1996     | 超力戰隊王連者 王連VS隱連者                                | 星野吾郎 顏魔人 才藏                                                | 宍戶勝 神谷明 土田大                                                         | 卡通頻道   | 劇場版   |
| 1997     | 激走戰隊車連者VS王連者                                     | 上杉實 信號人 星野吾郎 總長·蓋拉摩                                  | 福田佳弘 大塚芳忠 宍戶勝 大竹宏                                              | 卡通頻道   | 劇場版   |
| 1998     | 電磁戰隊百萬連者VS車連者                                   | 並樹瞬 上杉實                                                       | 松風雅也 福田佳弘                                                            | 卡通頻道   | 劇場版   |
| 1999     | 星獸戰隊銀河人VS百萬連者                                   | 並樹瞬                                                              | 松風雅也                                                                     | 卡通頻道   | 劇場版   |
| 2004     | 假面騎士龍騎                                               | 北岡秀一 神崎士郎                                                   | 涼平 菊地謙三郎                                                              | 華視       | TV版     |
| 2005     | 爆龍戰隊暴連者                                             | 伯亞凌駕 霸王龍 杉下龍之介 蓋爾頓／水保                             | 西興一朗 長嶝高士 奥村公延 加々美正史                                        | 八大戲劇台 | TV版     |
| 2005     | 假面騎士555                                                | 菊池啟太郎 草加雅人 村上峽兒 增田老師 澤村 工地工頭                 | 溝呂木賢 村上幸平 村井克行 未知 岩川幸司 未知                                | 八大戲劇台 | TV版     |
| 2006     | 特搜戰隊刑事連者 THE MOVIE Full Blast Action               | 江成仙一 亞布雷拉                                                   | 伊藤陽佑 中尾隆聖                                                            | 木棉花國際 | V-Cinema |
| 2007     | 魔法戰隊魔法連者VS刑事連者                                 | 小津蒔人 嘴大星人·畢爾奇克                                          | 伊藤友樹 無                                                                  | 木棉花國際 | V-Cinema |
| 2008     | 轟轟戰隊冒險者                                             | 伊能真墨 牧野森男 黃金之劍·茲邦 龍王 幻之月光 零 豹甲 歐加 丹原敏郎 | 齋藤康嘉 齊木茂 堀秀行 森田順平 銀河萬丈 鈴木千尋 濱田賢二 矢尾一樹 森下哲夫 | 八大戲劇台 | TV版     |
| 2010     | 獸拳戰隊激氣連者VS冒險者                                   | 深見豪 夏夫 怕加卡瑪克13世                                          | 三浦力 永井一郎 增谷康紀                                                     | 卡通頻道   | 劇場版   |
| 2011     | 119特警隊                                                  | 石黑銳二                                                            | いしぐろ えいじ                                                              | 東森幼幼台 | TV版     |
| 2011     | 假面騎士DECADE                                             | 門矢士 黑葉睦月 金太洛斯 斬鬼 梅盛源太                              | 井上正大 川原一馬 寺杣昌紀 松田賢二 相馬圭祐                                 | 卡通頻道   | TV版     |
| 2015     | 特命戰隊Go Busters VS 海賊戰隊豪快者 THE MOVIE             | 馬貝拉斯 兔田・萵苣 黑木猛                                          | 小澤亮太 鈴木達央 榊英雄                                                     | 木棉花國際 | 劇場版   |
| 2015     | 獸電戰隊強龍者 VS Go Busters 恐龍大決戰！ 再見永遠的朋友啊 | 立風館總司 三條幸人 怒之戰騎多柯多 特急1號                          | 塩野瑛久 富田翔 清家利一 志尊淳                                              | 木棉花國際 | 劇場版   |

### 日劇
- 《烏龍派出所真人版》：大原大次郎

### 韓劇
- 《銀幕》：朴泰英
- 《殘酷的愛》：宋俊哲、白東秀
- 《結婚》：韓承祐
- 《加油！金順》：盧泰煥、張博士
- 《歐巴桑向前衝》：沈佑璨、皇甫石
- 《媳婦的全盛時代》：趙仁宇、李水吉
- 《妻子的誘惑》：具強才、鄭廈趙
- 《貝多芬病毒》：姜建宇
- 《你是我的命運》：金泰永
- 《幻想情侶》：張哲洙
- 《加油！菊花》：洪羽慶、洪福男
- 《愛也好恨也好》：姜白虎、羅基泰、潘乙壽
- 《我們這一家》：張畢植
- 《堅強的野花》：鄭賢俊、啟憲
- 《姊姊》：金建世
- 《戀人啊》：高東寓
- 《愛上醜八怪》：申東柱
- 《幸福女人花》：顧道言
- 《感謝人生》：尹鎮修
- 《瑪莉大九攻防戰》：姜大九
- 《幸運草》：江昌烈
- 《菜鳥上班族》：李峰三
- 《為你瘋狂》：羅自在、車音標、楊豐實
- 《親親老爸》：江民、張振好、張日南
- 《開朗醫師奉達熙》：李民宇
- 《三個爸爸一個媽》：羅黃慶泰
- 《不能沒有你》：孔善守、車順哲
- 《天使的誘惑》：南周承
- 《不像三兄弟》：金巡警
- 《松藥局的兒子們》：宋大風、宋光浩
- 《老天爺啊！給我愛》：姜義禮、姜東春
- 《粉红色口紅》：何在凡
- 《風吹好日子》：張民國
- 《灰姑娘的姐姐》：洪祈勳
- 《金枝玉葉向錢衝》：金甲洙、尹斗俊
- 《夢想起飛 Dream High》：趙仁盛、施炳修、梁進萬
- 《夢想高飛2》: JB
- 《愛情萬萬歲》：韓正秀
- 《黃色復仇草》：崔強旭、夏銘國
- 《百年遺產》：金哲奎
- 《兩個女人的房間》：韓志燮
- 《我有愛人了》：白石
- 《打架吧鬼神》：明哲長老
- 《超人媽咪袋鼠爸》：車一木、吳尚植
- 《華麗的誘惑》：姜錫賢
- 《提皮箱的女人》：高求泰、李相燁
- 《燦爛的守護神－鬼怪》：劉信宇、陰間使者、金宇植、朴仲憲、老人、羅京元
- 《姐姐還活著》：具必模、羅載日
- 《女神降臨》：韓俊宇

### 美劇
- 《超人首部曲》：雷克斯·路瑟
- 《少年魔法師》：傑瑞·魯索
- 《假面騎士龍騎》：假面騎士王蛇、魔王

### 泰劇
- 《天使之爭》：浩寧

### 日本動畫電影
- 《夏日大作戰》：陣內翔太
- 《森林大帝劇場版》：鬍子老爹、可可、馬克、黑衣男、馬戲團老闆※普威爾DVD版本
- 《我的孫悟空》：沙悟淨／順風耳※曼迪版本
- 《銀魂劇場版 新譯紅櫻篇》：桂小太郎、土方十四郎、武市變平太、阿伏兔、松平片栗虎
- 《幽遊白書 冥界死鬥篇 炎之絆》：桑原和真、飛影※DVD版本
- 《火影忍者疾風傳劇場版 失落之塔番外篇：鳴人與神燈 》：犬塚牙
- 《10th週年劇場版 遊戲王 ～超融合！跨越時空的羈絆～》：帕拉杜克斯、武藤雙六、大德寺、傑克·亞特拉斯
- 《血戰-C：The Last Dark》：殯藏人、九頭、青少年保護條例監視員

### 海外電影
- 《心動奇蹟》：安田啟一
- 《哈利波特－火盃的考驗》：維克多·喀浪
- 《變身西裝》：大木琢郎
- 《搖擺女孩》：小澤忠彥、井上、岡村
- 《比佛利山威龍》：晴
- 《黑執事(真人版)》：青木宗光、貓磨實篤、松宮高明、葬儀屋Jay
- 《這個高中沒有鬼2》：麥可
- 《奇幻精靈事件簿》：亞瑟·史派德威、魔格瑞斯
- 《金剛戰士》：宙威、山姆·史考特

### 海外遊戲
- 《遙遠時空2》：翡翠
- 《魔獸世界：浩劫與重生》：亞沙德、巴瑞姆
- 《星海爭霸II：自由之翼》：陸戰隊
- 《暗黑破壞神III：奪魂之鐮》：聖教軍
- 《戰龍兵團[4]》
- 《模型少女AWAKE》：格雷豪斯、山崎、明朗貓、暮間喵、提爾
- 《薑餅人王國》：錫蘭騎士餅乾